# Ceylonthelphusa sanguinea
Ceylonthelphusa sanguinea е вид десетоного ракообразно от семейство Gecarcinucidae. Видът е критично застрашен от изчезване.

## Разпространение
Разпространен е в Шри Ланка.